# NGC 2371-2
NGC 2371-2 là một tinh vân hành tinh thùy kép nằm trong chòm sao Song Tử. Nhìn bề ngoài, có vẻ như nó có thể là hai đối tượng riêng biệt; do đó, hai mục nhập đã được đưa ra cho tinh vân hành tinh bởi John Louis Emil Dreyer trong Danh mục chung mới, do đó, nó có thể được gọi là NGC 2371, NGC 2372 hoặc các biến thể của tên này.

## Quan sát
NGC 2371-2 nằm trong chòm sao Song Tử có thể nhìn thấy ở các vĩ độ trong khoảng từ +90° đến −60°. Tinh vân hành tinh xuất hiện ở phía tây nam Castor và nằm ở khoảng cách 4400 năm ánh sáng.
Ở cấp sao thứ 13, tinh vân này nằm trong giới hạn của hầu hết các kính thiên văn nghiệp dư. Giống như hầu hết các tinh vân hành tinh, cái này đáp ứng tốt với cả bộ lọc có độ phóng đại cao và băng hẹp, đặc biệt là bộ lọc phát xạ OIII. Nó được liệt kê trong Danh sách NGC tốt nhất 110 của RASC Lưu trữ ngày 29 tháng 11 năm 2011 tại Wayback Machine

## Bộ sưu tập

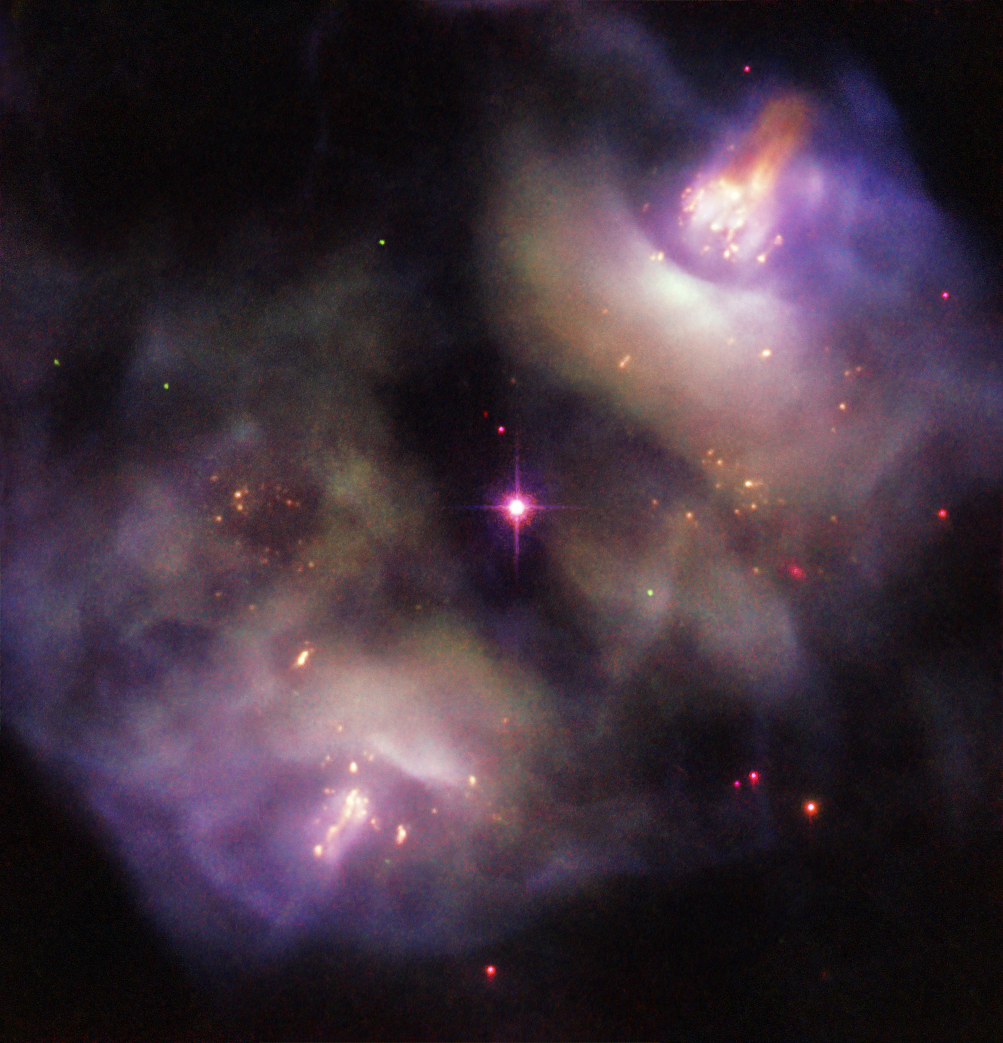
NGC 2371 được thực hiện bởi HST.